# Кобильниця Руська
Кобильниця Руська (пол. Kobylnica Ruska) — розташоване на Закерзонні село в Польщі, у гміні Великі Очі Любачівського повіту Підкарпатського воєводства.
Населення — 172 особи (2011).

## Назва
В ході кампанії ліквідації українських назв у 1977—1981 рр. село називалося Копитув Дольни (пол. Kopytów Dolny).

## Історія

### Пізнє середньовіччя
Перша згадка про село походить від 3 вересня 1557 року, коли король Сигізмунд II Август дозволив шляхтичу Миколаєві Тарло зі Щекаркова заснувати місто на землях сіл Кобильниця Руська і Кобильниця Волоська за заслуги «в боях проти Москви, татар і волохів на боці гетьмана Яна Тарновського».
Люстрація 1570 року документує в селі 63 поселенці.

### Австрійська доба
У 1880 р. село належало до Цішанівського повіту Королівства Галичини та Володимирії Австро-Угорської імперії. На західній частині території села розміщувалась німецька колонія Фельбах, на південно-західній — присілки Каменисько, Теребешня, Буди (або Кащ), Рудники, Над Островом; на південній — присілки Ротисько, Набет, Федик, Ломина і Цинбан; північніше Фельбаха — Ставки. В селі був 1171 житель, на землях фільварку — 81 мешканець, а в колонії Фельбах — 136 жителів, з них більшість була греко-католиками (крім 130 римо-католиків), була дерев'яна церква. Місцева греко-католицька парафія заснована в 1792 р., належала до Любачівського деканату Перемишльської єпархії.

### Період Другої світової війни
У 1939 році в селі проживало 1630 мешканців, з них 1360 українців-грекокатоликів, 75 українців-римокатоликів, 100 поляків (заселені за Австрії колоністи), 35 євреїв і 60 німців. Село входило до ґміни Великі Очі Яворівського повіту Львівського воєводства. Греко-католицька парафія належала до Краковецького деканату Перемишльської єпархії.
Наприкінці вересня 1939 р. село зайняла Червона армія. 27.11.1939 постановою Президії Верховної Ради УРСР село у складі повіту включене до новоутвореної Львівської області, а 17 січня 1940 року — до Краківецького району. В червні 1941, з початком Радянсько-німецької війни, село було окуповане німцями. В липні 1944 року радянські війська оволоділи селом, а в жовтні 1944 року село зі складу Львівської області передано Польщі. Українців добровільно-примусово виселяли в СРСР, але вони чинили спротив у рядах УПА і підпілля ОУН. 

### Кобильнецька бійня
з 15 лютого 1945 року, було вбито місцевого священика Лева Собора. Згодом, 26 лютого село зазнало атаки польського окремого батальйону внутрішній військ (пол. 2 Samodzielnу Batalion Wojsk Wewnętrznych), внаслідок чого загинули 34 особи, а село - спалене.

### Остаточне виселення українського населення
Решту українців у 1947 р. з метою етноциду депортовано на понімецькі землі.
У 1975-1998 роках село належало до Перемишльського воєводства.

## Церква
У селі була дерев'яна церква св. Димитрія, збудована в 1923 р. Після виселення українців церкву було зруйнована в 1954 р.

## Демографія
Демографічна структура станом на 31 березня 2011 року:
|          | Загалом | Допрацездатний вік | Працездатний вік | Постпрацездатний вік |
| -------- | ------- | ------------------ | ---------------- | -------------------- |
| Чоловіки | 88      | 11                 | 57               | 20                   |
| Жінки    | 84      | 13                 | 42               | 29                   |
| Разом    | 172     | 24                 | 99               | 49                   |